# Pan Tau
Pan Tau (deutsch „Herr Tau“) ist eine moderne Märchenfigur und der Protagonist einer gleichnamigen Kinderserie, die als deutsch-tschechoslowakische Koproduktion zwischen dem WDR, den Prager Filmstudios Barrandov und dem tschechoslowakischen Fernsehen (ČST) entstand. Pan Taus geistige Väter sind das Autorenteam Ota Hofman und Jindřich Polák. Hofman war zugleich Drehbuchautor aller Pan-Tau-Filme, deren Regie Polák führte. Im DDR-Fernsehen lief die Serie ab 5. August 1973 unter dem Titel Die Abenteuer des Herrn Tau.

## Inhalt
Pan Tau ist ein stets freundlich lächelnder, sehr eleganter, gutmütiger Herr im Stresemann-Anzug mit einer Melone, einem Regenschirm und einer weißen Nelke im Knopfloch. Und er kann zaubern. Denn Pan Tau stammt von einem fremden Planeten. Von dort ist er mit einem fantastisch anmutenden Raketengefährt mit Propellerantrieb zur Erde geflogen. Der Außerirdische kann aus dem Nichts Dinge erscheinen lassen, in Sekunden zu fernen Orten reisen oder sich selbst bzw. sein Propellerauto ins Miniaturformat verwandeln. Die Magie entfaltet Pan Tau mittels einer charakteristischen Geste: Mit den Fingern der rechten Hand trommelt er zunächst einen kurzen Rhythmus auf dem Hutdeckel, um dann mit derselben Hand einmal um die Hutkrone und schließlich entlang der vorderen Krempe zu streichen. Die gesamte Prozedur erfolgt stets mit aufgesetzter Melone.
Pan Tau spricht in den ersten 28 von 33 Folgen nicht. Stattdessen kommuniziert er auf pantomimisch-tänzerische Art mit den Menschen, vornehmlich Kindern, zeigt sich deren Eltern aber fast nie und bleibt somit für diese durch Verstecken oder die erwähnte Miniaturisierung unsichtbar.
In der ersten Staffel (13 Folgen) begegnet er dem Schüler Emil, unternimmt mit einem jungen Ausreißer eine Schiffsreise und geht als Vagabund zusammen mit Claudia und ihrem Großvater auf Wanderschaft. Im Finale der ersten Staffel tun sich die Kinder zusammen, nachdem der Besitzer eines Fundbüros Pan Tau eingesperrt hat, um sich durch die Zauberkraft der Melone zu bereichern.
In der zweiten Staffel (13 Folgen) trifft er die Familie Urban, die am Stadtrand von Prag wohnt. Eines der Familienmitglieder (Alfons Urban) sieht Pan Tau zum Verwechseln ähnlich, ist aber seit vielen Jahren verschollen. Pan Tau findet den Verschwundenen und geleitet ihn zu seiner Familie zurück. Dabei kommt es zu den aberwitzigsten Situationen, weil Alfons mit seinem Doppelgänger Pan Tau ständig verwechselt wird.
Die dritte Staffel (7 Folgen) beginnt mit Pan Taus Auftauchen auf der Tragfläche eines Passagierflugzeugs. Die ganze Staffel hindurch wird er vom tollpatschigen Beamten Málek verfolgt, der den Vorfall mit dem Flugzeug aufklären soll. In dieser Staffel lernt Pan Tau sprechen und verzichtet immer mehr auf den Einsatz von Magie, so arbeitet er im Ferienlager völlig ohne Zuhilfenahme der Melone als Koch. Am Ende leiht er Málek seine Zaubermelone, damit dieser seinem Chef Pan Taus Auftauchen auf der Tragfläche demonstrieren kann. Als er sie Pan Tau jedoch zurückwerfen will, wird sie vom Wind erfasst und von den gierigen Leuten in Stücke gerissen, was Pan Tau aber nicht mehr interessiert.

## Leitmotive
Die Serie greift den alten Kindertraum eines unsichtbaren, liebevollen und beschützenden Freundes an der Seite eines Kindes auf.
Das Leitmotiv der Pan-Tau-Geschichten ist der scheinbare und der tatsächliche Konflikt zwischen Träumen und Realität, zwischen differierenden Auffassungen, zwischen der Kinder- und der Erwachsenenwelt. In ihren teils unglaublichen Handlungen wandeln einige der auftretenden Figuren die Idee dieses Leitmotivs über zwei Ebenen ab: Die eine Ebene bilden die Kinder mit ihren Wünschen und Träumen, die oft im Kontrast zu den Regeln der Erwachsenen stehen. Die zweite Ebene bilden die Erwachsenen, deren oft von Routinen und Normen geprägter Alltag der Sehnsucht nach Abenteuern und Phantasien der Kinder entgegensteht. Unerwartete und überraschende Szenen und Situationen zeigen die anfänglich anständigen Eltern und andere Erwachsene in einem neuen Licht: Sie erscheinen als zu groß geratene Kinder, denen ihre verdrängten Träume und Schwächen wieder bewusst werden.
Phantasie schlägt in Realität um
Die spannenden Schilderungen der von den Gegensätzen der Kinder- und Erwachsenenwelt geprägten Handlungen werden vom schalkhaften Humor der Pan-Tau-Figur getragen. Ihre Haupteigenschaft ist das absolute Verständnis der Kinder. Die der Alltagszivilisation verwandten „Phantasiemotive“, welche die märchenhafte Figur Pan Tau prägen, werden dabei in die unmärchenhafte Welt integriert und so zu einem unbestreitbaren Bestandteil der Realität. Für die Kinder ist diese neue Realität die Folge ihrer Freundschaft mit Pan Tau, wohingegen sie für die Erwachsenen etwas eher Unangenehmes ist, denn mitunter werden die gesellschaftlichen Normen überschritten. Dank Pan Tau werden die Alltagssorgen der Erwachsenen, meist die der Eltern oder Großeltern, zur Seite geschoben. Indem Pan Tau sie in ihren Erinnerungen in ihre Vergangenheit zurückführt, wachsen Realität und Phantasie zusammen, wodurch sie ihren eigenen Kindern näher stehen als zuvor.

## Mitwirkende

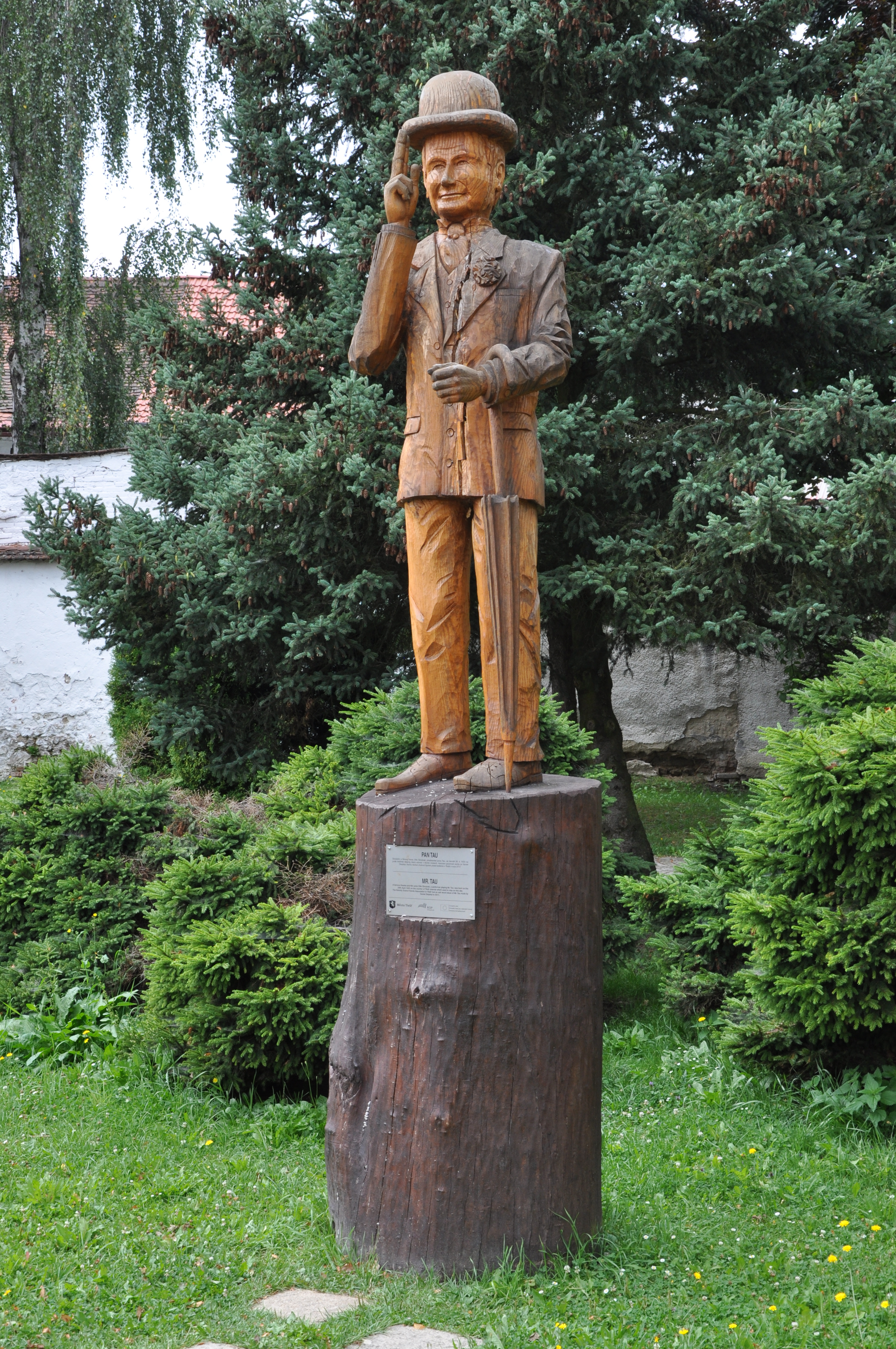
Pan-Tau-Holzstatue in Šimáneks Geburtsort Třešť

Gespielt wurde Pan Tau vom tschechischen Schauspieler Otto Šimánek (der im Abspann des Pilotfilms aus dem Jahr 1966 noch als Otta Šimánek bezeichnet wird). Szenen mit einer verkleinerten Pan-Tau-Figur wurden in Stop-Motion-Technik gedreht. In der zweiten Staffel gab es zudem die Figur Alfons, der eine Art Doppelgänger von Pan Tau war. Dieser wurde ebenfalls von Otto Šimánek gespielt. Alfons konnte allerdings sprechen. Die deutsche Stimme von Otto Šimánek in der Rolle des Alfons in der bundesdeutschen Synchronisation war Horst Raspe. Weitere auch in Deutschland bekannt gewordene Darsteller sind Vladimír Menšík (Josef Urban) und František Filipovský (Großvater Urban).
Der 25-minütige Pilotfilm (mit dem ursprünglichen Arbeitstitel Pan Tau und die Klavierstunde), in dem kein einziges Wort gesprochen wird, wurde bereits im Jahr 1966 gedreht (unter anderem im Wiener Prater). Jedoch überwarf sich der italienische Produzent Carlo Ponti, damaliger Ehemann der Schauspielerin Sophia Loren, mit den Pan-Tau-Autoren Ota Hofman und Jindřich Polák. Erst der für das WDR-Kinderprogramm verantwortliche Redakteur Gert K. Müntefering gab Jahre später den Anstoß für die deutsch-tschechoslowakische Serienfilmproduktion. Zwischen 1969 und 1978 entstanden insgesamt 33 Episoden. Zehn Jahre nach dem Ende der Serie folgte 1988 noch einmal der Kinofilm Pan Tau – Der Film. Einen allerletzten Auftritt hatte Pan Tau schließlich in dem 1990 erschienenen Musikvideo zu dem Lied Du bist überall von Nena aus ihrem Album Wunder gescheh’n, welches in Prag aufgenommen wurde. 1992 verstarb der Schauspieler Otto Šimánek in Prag.
Seinen wahrscheinlich ersten – wenn auch sehr kurzen – Fernsehauftritt hatte in der Pilotfolge von 1966 der Schauspieler Jan Groth als Karussellmitarbeiter im blauen Kittel. Auch Ivana Trump hatte ihren ersten Fernsehauftritt 1970 unter ihrem Mädchennamen Ivana Zelníčková in der 1. Staffel, Folge 3 „Pan Tau im Schnee“ (Pan Tau na horách). Theodor Pištěk entwarf die Kostüme zur Serie.

## Auszeichnungen
Die Serie wurde mit zahlreichen Preisen ausgezeichnet:
- 1970: Nationales Kinderfilmfestival, Gottwaldov
- 1970: Internationales Kinder- und Jugendfilmfestival, Venedig
- 1971: Internationales Fernsehfestival, Monte Carlo
- 1974: Silberner Bambi

In Otto Šimáneks Geburtsort Třešť existiert eine hölzerne Statue als Erinnerung an den Schauspieler bzw. dessen Filmfigur Pan Tau.

## Verfilmungen

### Kino
- Pan Tau – Der Film (1988)

### Fernsehfilme
- Pan Tau tritt auf (1970); Zusammenschnitt aus Fragment von Pan Tau tritt auf, Schöne Bescherung und Im Schnee
- Pan Tau und der lange Sonntag; Zusammenschnitt aus Der lange Sonntag und Pan Tau geht zur Schule
- Pan Tau und Claudia im Schloss; Zusammenschnitt aus Pan Tau und Claudia im Schloss, Pan Tau packt die Koffer und erster Hälfte von Auf Reisen
- Pan Tau auf Reisen (DDR: Die Abenteuer des Herrn Tau/Herr Tau reist um die Welt); Zusammenschnitt aus zweiter Hälfte von Auf Reisen, unvollständigem Zirkus Welt und Pan Tau fährt Taxi
- Pan Tau wird gesucht; Zusammenschnitt aus Pan Tau wird gesucht und Pan Tau ist wieder da
- Herr Tau und Robinson
- Herr Tau und der viel zu große Ballon
- Herr Tau und der Hund
- Herr Tau und das Familienfest
- Herr Tau geht zur Arbeit
- Herr Tau und der schwarze Regenschirm
- Pan Tau – Alarm in den Wolken (1978; DDR: Herr Tau in den Wolken); Zusammenschnitt der Folgen 1 bis 4 der 3. Staffel
- Auf Wiedersehen, Pan Tau (DDR: Herr Tau nimmt Abschied); Zusammenschnitt der Folgen 5 bis 7 der 3. Staffel

### Serie
Pilotfilm (1966)
Pan Tau – das erste Abenteuer
1. Staffel (1970–1972):
1. Pan Tau tritt auf
2. Pan Tau in Schöne Bescherung
3. Pan Tau im Schnee
4. Pan Tau und der lange Sonntag
5. Pan Tau geht in die Schule
6. Pan Tau und lauter Wasser
7. Pan Tau und Claudia im Schloss
8. Pan Tau packt die Koffer
9. Pan Tau auf Reisen
10. Pan Tau und Zirkus Welt
11. Pan Tau fährt Taxi
12. Pan Tau wird gesucht
13. Pan Tau ist wieder da

2. Staffel (1975):
1. Pan Tau macht eine Bauchlandung
2. Pan Tau und Robinson
3. Pan Tau im Ballon
4. Pan Tau und der Ziegenhund
5. Pan Tau und die Verwandten
6. Pan Tau macht Quark
7. Pan Tau wird untersucht
8. Pan Tau und vereinzelt Sonnenschein
9. Pan Tau tanzt aus der Reihe
10. Pan Tau und die Jagd auf den Frosch
11. Pan Tau und der Blechschaden
12. Pan Tau baut um
13. Pan Tau unbekannt verzogen

3. Staffel (1978):
1. Alarm in den Wolken
2. Elefantenjagd
3. Das ist nicht zu fassen
4. Zaubern ist nicht leicht
5. Rein in die Kartoffeln, raus aus den Kartoffeln
6. Die vertauschte Melone
7. Auf Wiedersehen, Pan Tau

Specials/Making-of
1. Pan Tau Nachrichten (1971)
2. Wie Pan Tau zaubert (1972)

### Serie (2020)
Eine gleichnamige Neuauflage ist am 27. September 2020 in der ARD-Mediathek kurz vor der Fernsehausstrahlung erschienen.